# ایستگاه برق آبی پاولوکا
ایستگاه برق آبی پاولوکا (به لاتین: Pavlovka Hydroelectric Station) یک نیروگاه برقابی و سد در روسیه است که در Pavlovka, Bashkortostan, Russia واقع شده‌است.